# Brachysternus germaini
Brachysternus germaini — вид жуків родини Пластинчастовусі (Scarabaeidae). Вид зустрічається в гірських лісах на півдні Чилі та Аргентини.